# Porphyrinia marginata
Porphyrinia marginata là một loài bướm đêm trong họ Noctuidae.